# Адармілку
Адармілку (Адрамелех, Адар-мілк) (д/н — бл. 340 до н. е.) — цар Бібла в 348—340 роках до н. е.

## Життєпис
Син або інший родич царя Азібаала. Посів трон близько 348 року до н. е. Продовжив політику попередників щодо збереження вірності Перській державі.
Відомі монети цього царя з його монограмою та зображенням судна пентеконтери. На думку дослідників це свідчить про відродження біблського військового флоту. Помер близько 340 року до н. е. Йому спадкував Еніель.